# 广西壮族自治区博物馆
广西壮族自治区博物馆，简称广西博物馆或桂博，位于广西壮族自治区省会南宁市民族广场的东侧。其藏品围绕壮族乡土历史，兼顾艺术价值，以地方特色文物为核心，也包括了历代名人书画、明清官窑瓷器、文莱龙辇等通过文化交流中进入广西的珍贵文物。它是自治区最大的博物馆，也是第一家国家一级博物馆。

## 馆史
广西壮族自治区博物馆于1934年在南宁成立，初名广西省立博物馆。博物馆拥有专属馆舍，且建有图书资料室，是当时国内少有的步入正规的文博机构。庋藏文物超过2万件，以明清为主，并不受时人重视，但是已经颇具规模。抗日战争打断博物馆发展的步伐，几经搬迁，损失上万件藏品，遭受重创。战后久经筹备，1956年5月1日建成馆舍大楼，2年后随着广西成立自治区，改称现名。博物馆除了开始征集革命文物，也组织参与了广西境内的考古发掘工作，不仅丰富了馆藏，也使得藏品有别于同时代的中原文物，地方特色明显。同时博物馆不断扩展图书资料，作为自治区级重点古籍保护单位，承担古籍修复中心的职能。

## 收藏及陈列

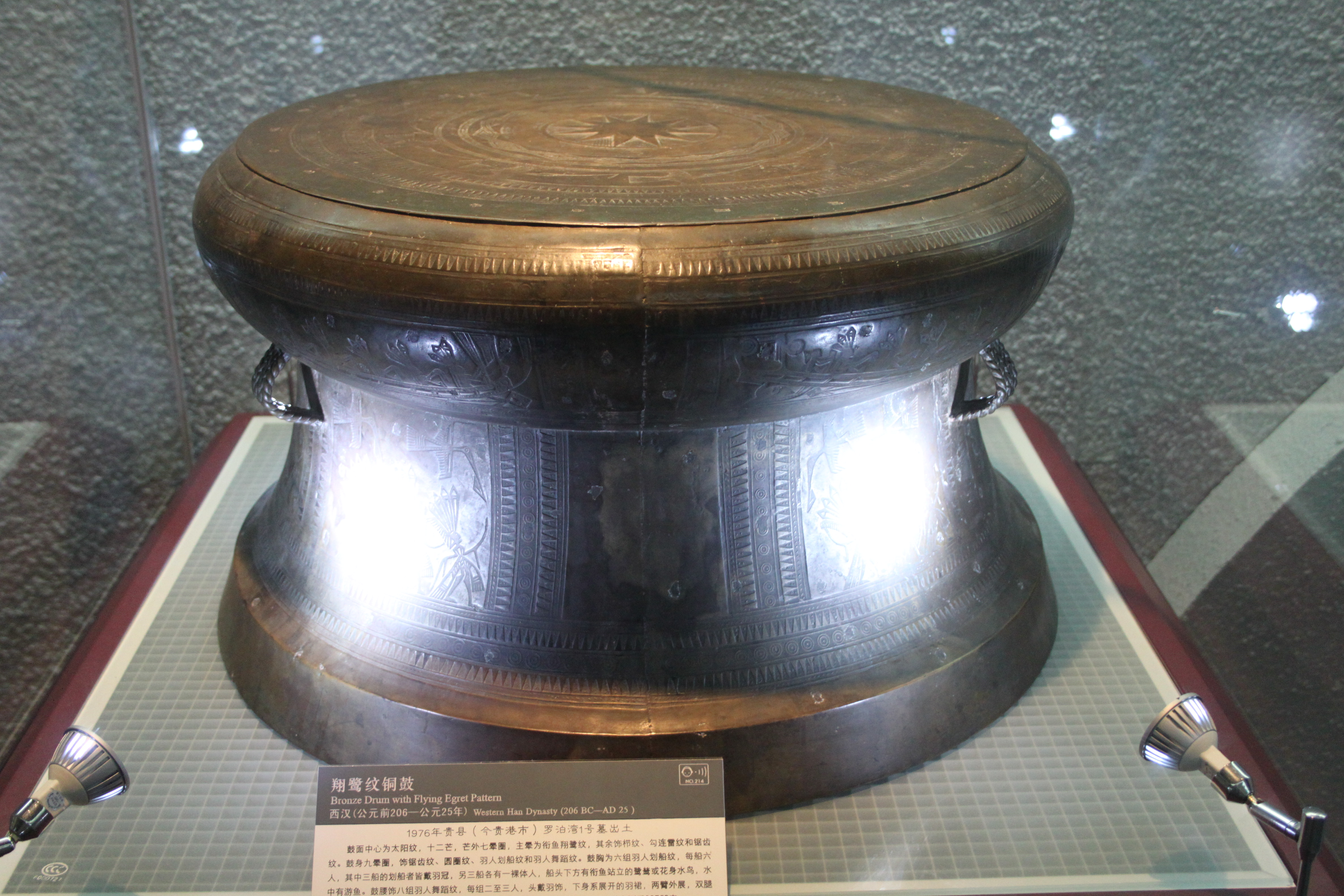
广西壮族博物馆馆藏罗泊湾一号墓出土的翔鹭纹铜鼓（M1:10）

### 馆藏
博物馆现有藏品41792件，包括国家一级文物144件，二级1884件，三级2678件。无论是藏品规模还是珍贵文物数目，均处于同等级文博机构排名的末端。藏品可以分为3类：
- 出土文物：最古老的藏品上溯到史前时代，如80万年前的手斧，新石器时代的大石铲。金属类器物包括商代的兽面纹提梁铜卣、铜马、铜牛、铜凤灯、羊角钮铜钟、越式铜鼎、干栏式铜仓、漆绘铜盆和漆绘铜筒，以及最为富有地方特色广西铜鼓。此外还有汉代《从器志》木牍等杂项文物。
- 传世文物：包括瓷器、绘画书法和杂项。
- 近现代文物。[3]

### 陈列展出
由于藏品年代断层明显，缺乏某些重要门类，难以概括历史进程，所以为布展增加了不少的难度。现有基本陈列3项：
- 瓯骆遗粹——广西百越文化文物陈列
- 瓷美如花——馆藏瓷器精品展
- 文莱苏丹龙辇陈列